# Spoonie Gee
Spoonie Gee (nascido como Gabriel Jackson) é um rapper norte-americano, sobrinho do produtor Bobby Robinson. Uma de suas canções, "The Godfather", figurou na trilha sonora do jogo eletrônico Grand Theft Auto: San Andreas, mais precisamente na rádio Playback FM.